# Rurik (incrociatore 1906)
Il Rurik, unico della sua classe, era un incrociatore corazzato in servizio nella Flotta Imperiale russa. Esso non va confuso con l'omonimo incrociatore del 1896, andato perduto durante la Guerra russo-giapponese. Allo scopo di perpetuare il nome di Rurik, così importante perché si trattava del fondatore della dinastia Rurik, prima dinastia imperiala russa, venne ordinata questa nave ai cantieri Vickers di Barrow, che la consegnarono nel 1907.

## Progetto
Si trattava certamente di una nave che ben esprimeva le piene potenzialità della cantieristica inglese dell'epoca. Sagoma bassa, compatta e massiccia, relativamente armoniosa, questa unità era protetta dalle armi dell'epoca dei potenziali incrociatori nemici.
L'aspetto era caratteristico per via di 3 bassi fumaioli, tutti uguali, bassi e quasi privi di cavi di supporto esterni. Un unico albero era a poppa, molto alto e a struttura tubolare per i due terzi dell'altezza.
L'apparato motore non era la parte migliore della nave, con la solita struttura di motrici a vapore su 2 assi, di potenza non esuberante.
L'armamento era costituito da cannoni da 254 mm Pattern 1908, ovvero armi inglesi di costruzione Vickers. Sparavano munizioni da 225 kg a 18 km (alzo a 21 gradi, ma l'installazione consentiva 35), grossomodo come lo standard dell'epoca prevedeva per tali armi, mentre il peso era di 27 tonnellate per cannone.
Otto cannoni da 203 mm in impianti binati erano sistemati sopra il ponte di coperta, come le armi calibro 254, e questo fatto rendeva possibile alcune cose, come l'indifferenza alle condizioni del mare che invece, per i cannoni in casamatta laterali era tutt'altro che scontata, e lo spazio per cannoni antisiluranti, data la mancanza della serie di barbette con artiglieria singola (in quanto i calibri secondari erano stati tutti raggruppati in torre) consentì di installare il rispettabilissimo armamento "terziario" di 20 cannoni da ben 120 mm, capaci di sparare proiettili da 22 kg a 10 km e 8-10 colpi per minuto. Con armi simili era ben più facile fermare una torpediniera che con cannoni da 76 mm (proiettile di 6 kg).
La corazzatura era molto estesa, pur senza raggiungere valori elevatissimi, in quanto si era stabilito di dare alle navi una protezione contro le artiglierie di altri incrociatori, in una superficie la più ampia possibile. Così la cintura corazzata principale partiva da sotto la linea di galleggiamento e avvolgeva le fiancate centrali, mentre si prolungava alle estremità meno spessa e meno ampia. LE torri d'artiglieria, come anche le barbette, erano ben protette. Non mancavano predisposizioni antisiluro e depositi munizioni rinforzati.
Nell'insieme esso, pur con una velocità lievemente inferiore, era un mezzo navale verosimilmente superiore alle navi britanniche Classe Minotaur in quanto
assai meglio armato (20% in più di peso di bordata) e protetto.

## Servizio
Rimasto unico della sua classe, che avrebbe dovuto comprendere almeno 2 navi, il Rurik venne poco usato dalla flotta del Baltico, sprecando la sua potenzialità molto elevata. L'unico momento di gloria fu la battaglia contro l'incrociatore corazzato tedesco Roon, chiaramente inferiore, che venne ripetutamente colpito, ma senza esiti decisivi. Dopo la rivoluzione esso venne considerato superfluo e infine demolito durante gli anni '20.